# Brachylomia populi
Brachylomia populi är en fjärilsart som beskrevs av John Kern Strecker 1898. Brachylomia populi ingår i släktet Brachylomia och familjen nattflyn. Inga underarter finns listade i Catalogue of Life.